# Altenkunstadt
Altenkunstadt település Németországban, azon belül Bajorországban. Lakosainak száma 5602 fő (2023. december 31.). Altenkunstadt Lichtenfels és Burgkunstadt községekkel határos.

## Népesség
A település népessége az elmúlt években az alábbi módon változott:
| Lakosok száma | 1205 | 2866 | 4416 | 4766 | 5413 | 5396 | 5398 | 5439 | 5456 | 5602 |
|               | 1875 | 1950 | 1975 | 1987 | 2012 | 2014 | 2016 | 2017 | 2021 | 2023 |